# Salvatore Boccaccio
Salvatore Boccaccio (Roma, 18 giugno 1938 – Frosinone, 18 ottobre 2008) è stato un vescovo cattolico italiano.

## Biografia
Nacque da Paolo e da Marcella Montalesi. La sua infanzia fu condizionata non poco dalle difficoltà provocate dalla seconda guerra mondiale e dalla prematura scomparsa dell'unica sorella, Maria Fausta, di appena cinque anni. Fu assiduo chierichetto nella sua parrocchia di Sant'Agostino in Campo Marzio, dove ricevette i sacramenti dell'iniziazione cristiana.
Intuita la chiamata al sacerdozio, con grande sforzo economico della famiglia iniziò nel 1950 la formazione nel Pontificio Seminario Romano, prima al Seminario minore per gli studi del ginnasio liceo, e in seguito al seminario maggiore. Fu alunno della Pontificia Università Lateranense, ove conseguì brillantemente il baccellierato in filosofia e la laurea in teologia, con un dottorato di ricerca in sociologia religiosa.

### Ministero sacerdotale
Venne ordinato presbitero a Roma il 9 marzo 1963 nella Basilica lateranense dal cardinale pro-vicario Luigi Traglia, iniziando subito il suo ministero pastorale nel clima generato dal Concilio Vaticano II in pieno svolgimento. Cosciente della chiamata universale alla santità, e volendo impegnarsi in maniera particolare a diffonderne la consapevolezza, si ascrisse tra i primi tra gli Apostolici Sodales fondati dal servo di Dio mons. Guglielmo Giaquinta all'interno del Movimento Pro Sanctitate.
Dal 1963 al 1968 fu viceparroco nella parrocchia di San Giovanni Battista de Rossi, una comunità di oltre 35.000 abitanti, dove iniziò un'attenta pastorale accanto ai baraccati e ai diseredati. Dal 1968 al 1973, sempre come viceparroco, svolse il suo ministero nella parrocchia dei Santi Protomartiri romani, a poche centinaia di metri dal Vaticano, in un ambiente culturalmente affascinante. Dal 1973 al 1978, svolse il suo ministero nella parrocchia di Sant'Ilario, nella borgata Palmarola, complesso abusivo di oltre 15.000 abitanti.
Nel periodo 1968-1973, in pieno periodo di contestazione, fu insegnante di religione nel Liceo Castelnuovo, dove, dialogando con gli studenti, poté avviare una grande comunità giovanile. Dal 1975 al 1983 fu delegato dal cardinale vicario per l'Università Cattolica del Sacro Cuore. Dal 1978 al 1983, accanto a Mons. Davide Bianchi, fu responsabile dell'Opera Romana Pellegrinaggi, incarico dove mise in evidenza le sue non comuni doti organizzative e la grande capacità di rapporti umani. Nel 1983 fu nominato parroco della parrocchia di Santa Brigida, che guidò fino al febbraio 1986, quando fu trasferito alla guida della grande parrocchia di San Luca al Prenestino.

### Ministero episcopale
Il 29 ottobre 1987 venne eletto vescovo titolare di Ulpiana e assegnato quale vescovo ausiliare al settore nord di Roma, comprensivo di oltre un milione di abitanti. Il 7 dicembre 1987 ricevette l'ordinazione episcopale nella basilica lateranense, assieme agli altri due vescovi ausiliari di Roma nominati con lui, Giuseppe Mani e Luca Brandolini, per l'imposizione delle mani del cardinale Ugo Poletti, coadiuvato da Ennio Appignanesi, arcivescovo titolare di Lorium e vicegerente di Roma, e Plinio Pascoli, vescovo titolare di Suava ed ausiliare di Roma.
In quel periodo ebbe una assidua familiarità con san Giovanni Paolo II, che lo onorava di una particolare stima e di un cordialissimo affetto. Il 17 marzo 1992 venne nominato vescovo coadiutore della sede suburbicaria di Sabina-Poggio Mirteto, di cui divenne vescovo effettivo il 29 luglio dello stesso anno. Dal 1997 al 2008 fu assistente spirituale generale della Comunità Nuovi Orizzonti, fondata da Chiara Amirante. Dal 1998 fu chiamato ad essere membro della Congregazione delle cause dei santi, incarico nel quale curò importanti ponenze.
La stima dei confratelli vescovi lo volle per diversi mandati membro del consiglio permanente della Conferenza Episcopale Italiana e responsabile della Commissione sport, turismo e tempo libero della stessa. La stima di Giovanni Paolo II, confermata da Benedetto XVI, lo volle anche membro del Pontificio consiglio della pastorale per i migranti e gli itineranti. Il 9 luglio 1999 fu nominato vescovo della diocesi di Frosinone-Veroli-Ferentino, dove fece il suo ingresso il 3 ottobre successivo. Il 3 luglio 2008 la Santa Sede provvide alla nomina di Ambrogio Spreafico a vescovo coadiutore della diocesi.
Dopo un lungo periodo di sofferenza fisica, morì nell'episcopio di Frosinone il 18 ottobre 2008. Nei giorni precedenti i funerali oltre 8.000 persone hanno sfilato davanti alla sua salma. Il 25 ottobre 2009 fu deposto nel monumento funebre voluto per lui nella cattedrale di Frosinone dal suo successore Ambrogio Spreafico.

## Incarichi

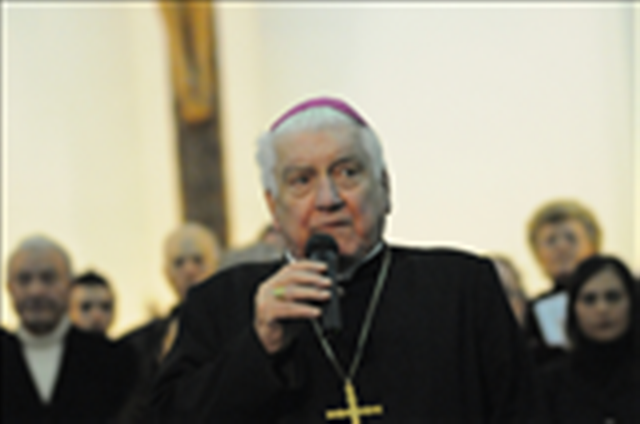
S.E. Mons. Salvatore Boccaccio durante un'omelia

Dal 1975 al 1983 fu delegato dal cardinale vicario per l'Università Cattolica del Sacro Cuore. Parallelamente, dal 1978 al 1983, fu vicedelegato del cardinale Ugo Poletti per l'Opera Romana Pellegrinaggi. Giovanni Paolo II e Benedetto XVI lo vollero anche membro del Pontificio consiglio della pastorale per i migranti e gli itineranti. Fu anche membro della Congregazione delle cause dei santi e responsabile della Commissione sport, turismo e tempo libero della CEI.

## Genealogia episcopale
La genealogia episcopale è:
- Cardinale Scipione Rebiba
- Cardinale Giulio Antonio Santori
- Cardinale Girolamo Bernerio, O.P.
- Arcivescovo Galeazzo Sanvitale
- Cardinale Ludovico Ludovisi
- Cardinale Luigi Caetani
- Cardinale Ulderico Carpegna
- Cardinale Paluzzo Paluzzi Altieri degli Albertoni
- Papa Benedetto XIII
- Papa Benedetto XIV
- Papa Clemente XIII
- Cardinale Marcantonio Colonna
- Cardinale Giacinto Sigismondo Gerdil, B.
- Cardinale Giulio Maria della Somaglia
- Cardinale Carlo Odescalchi, S.I.
- Cardinale Costantino Patrizi Naro
- Cardinale Lucido Maria Parocchi
- Papa Pio X
- Cardinale Gaetano De Lai
- Cardinale Raffaele Carlo Rossi, O.C.D.
- Arcivescovo Gilla Vincenzo Gremigni, M.S.C.
- Cardinale Ugo Poletti
- Vescovo Salvatore Boccaccio